# Chalcura
Chalcura is een geslacht van vliesvleugeligen uit de familie Eucharitidae. De wetenschappelijke naam van dit geslacht is voor het eerst geldig gepubliceerd in 1886 door Kirby.

## Soorten
Het geslacht Chalcura omvat de volgende soorten:
- Chalcura aeginetus (Walker, 1846)
- Chalcura aeneobrunnea (Girault, 1929)
- Chalcura affinis (Bingham, 1906)
- Chalcura bicoloriventris (Girault, 1915)
- Chalcura bispinosa (Girault, 1929)
- Chalcura brunneipolita (Girault, 1934)
- Chalcura bunyae (Girault, 1934)
- Chalcura cameroni (Kirby, 1886)
- Chalcura deprivata (Walker, 1860)
- Chalcura elongata (Girault, 1940)
- Chalcura hemiglabra (Girault, 1940)
- Chalcura hyalina (Girault, 1913)
- Chalcura maculata (Watanabe, 1958)
- Chalcura magnifica (Girault, 1913)
- Chalcura maximovichi (Girault, 1936)
- Chalcura monilicornis (Girault, 1940)
- Chalcura niayensis Risbec, 1957
- Chalcura nigricyanea (Girault, 1913)
- Chalcura orientalis (Girault, 1913)
- Chalcura partiglabra (Girault, 1926)
- Chalcura peterseni (Hedqvist, 1978)
- Chalcura polita (Girault, 1915)
- Chalcura purpura (Girault, 1913)
- Chalcura ramosa (Girault, 1940)
- Chalcura rufiventris (Walker, 1862)
- Chalcura samoana Fullaway, 1940
- Chalcura sanguiniventris (Girault, 1929)
- Chalcura turneri (Kirby, 1894)
- Chalcura upeensis Fullaway, 1913
- Chalcura volusus (Walker, 1839)